# Gaultheria pumila
Gaultheria pumila (L.f.) D.J.Middleton (Arbutus pumila L.f.; Pernettya leucocarpa DC.; Pernettya pumila Hook) también conocida como chaura o chaura enana es una especie de planta fanerógama perteneciente a la familia Ericaceae.

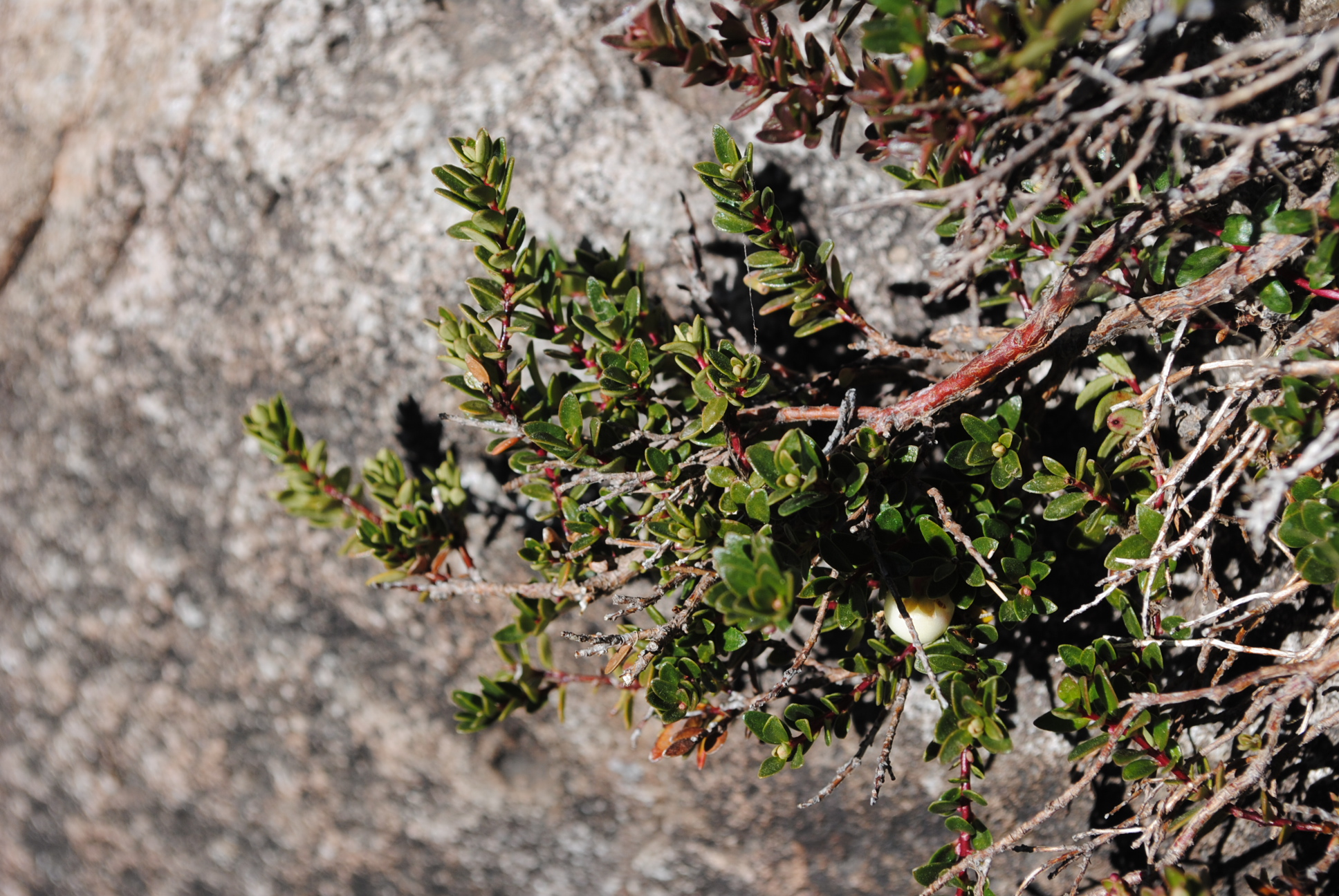
Vista de la planta en su hábitat

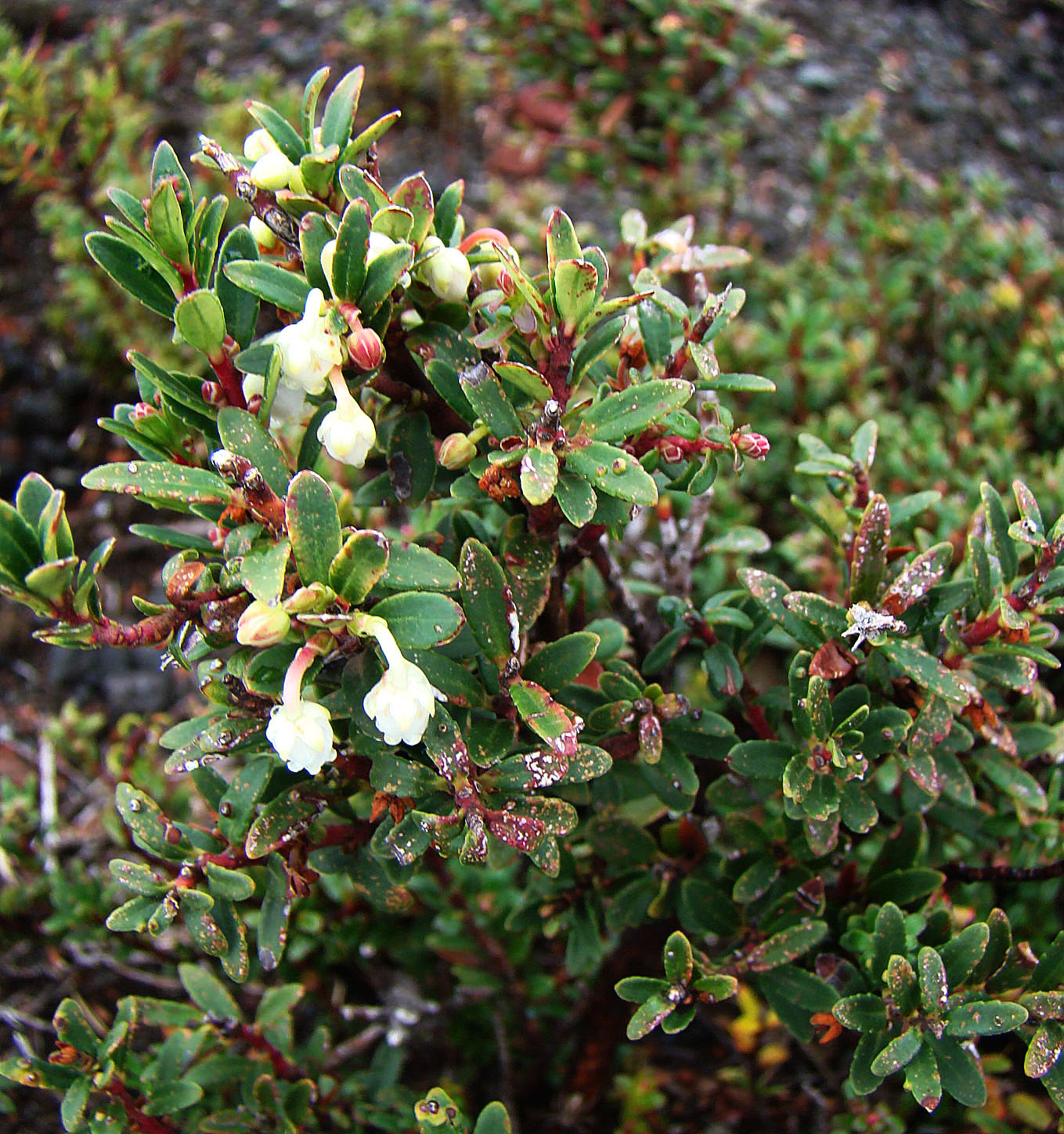
Detalle

## Distribución
Es un arbusto enano siempreverde, del género Gaultheria que se puede encontrar en la zona andina desde Santiago a Magallanes en Chile, y en zonas limítrofes con Argentina.

## Descripción
Gaultheria pumila puede llegar a alcanzar hasta 80 cm de altura, ramas erectas y abundantes, posee una flor blanca con 5 pétalos, el fruto es una baya  de color blanco o rosado con forma de ovoide de 6mm a 12mm de diámetro, achatada en el ápice.

## Taxonomía
Gaultheria pumila  fue descrita por (L.f.) D.J.Middleton y publicado en Edinburgh Journal of Botany 47(3): 298. 1990.
Etimología
Gaultheria, nombre genérico, mal escrito,  otorgado por el escandinavo Pehr Kalm en 1748 en honor de Jean François Gaultier de Quebec.
pumila: epíteto latíno que significa "enana".
Variedad aceptada
- Gaultheria pumila var. leucocarpa (DC.) D.J.Middleton

Sinonimia
- Andromeda empetrifolia Lam.
- Arbutus pumila G.Forst.	basónimo
- Gaultheria pumila var. pumila
- Pernettya pumila var. empetrifolia (Lam.) Hook.[7]